# Nesterov (stad)
Nesterov (Russisch: Нестеров; Duits: Stallupönen; Litouws: Stalupėnai; Pools: Stołupiany) is een stad in en het bestuurlijk centrum van het district Nesterovski in het oosten van de Russische oblast Kaliningrad. De stad ligt in de buurt van de grens met Litouwen op 140 kilometer van Kaliningrad. Er wonen ongeveer 5.000 mensen. De plaats ligt aan de spoorlijn Kaliningrad-Kaunas-Moskou.

## Geschiedenis

### Duitse periode
Tijdens de middeleeuwen werd Nesterov bewoond door de Pruisische stam Nadrauen. De Duitse Orde veroverde de plaats en maakte deze tot onderdeel van de Duitse Ordestaat. Nesterov wordt voor het eerst genoemd in 1539 in een bestuursdocument uit Insterburg, De naam was destijds Stalupe. Het was een plaats met marktrechten die bestond uit negen huizen. De naam Stalupe, later Stallupönen, is overgenomen van een nabijgelegen rivier met de Litouwse naam Stalupė, hetgeen zoiets betekent als "offerplaats, niet ver van de rivier".
Toen de Pruisische gebiedsdelen van de Orde sterk waren geseculariseerd in 1525, werd Stalupe onderdeel van het Hertogdom Pruisen. In 1618 werd de plaats overgeërfd door de Hohenzollerns van de Mark Brandenburg, om in 1701 een onderdeel van het Koninkrijk Pruisen te worden.
Begin 18e eeuw waren het dorp en de omgeving als gevolg van hongersnood en de pest bijna geheel ontvolkt. De Pruisische koning Frederik Willem I zetten daarom in zijn migratiebeleid in op de herbevolking van het gebied. Duitse migranten uit Zwitserland trokken daarop naar het dorp om het opnieuw te bevolken. Nadat Frederik Willem I de plaats in 1721 met een bezoek had vereerd, deed het dorp een verzoek tot het verkrijgen van stadsrechten. Deze werden toegekend op 22 juni 1722. In de 18e eeuw floreerden met name de leerlooierijen in de stad en waren de leren producten uit Stallupönen in de wijde omtrek bekend. Begin 1773 werd de stad tot onderdeel van de provincie Oost-Pruisen gemaakt. In 1782 had Stallupönen volgens documenten uit die tijd 2.357 inwoners.
Tijdens de veldtocht van Napoleon naar Rusland marcheerden de Franse troepen door Stallupönen en richtten er grote schade aan. Toen na de bevrijdingsoorlogen in Pruisen in 1818 een bestuurlijke hervorming werd doorgevoerd, kreeg Stallupönen de status van bestuurszetel van het nieuwe district Stallupönen.

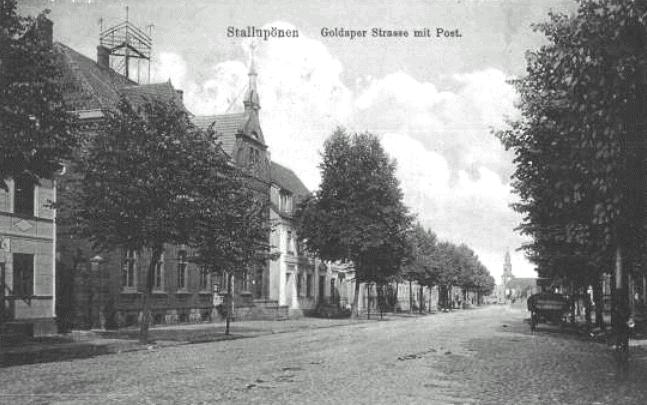
Beeld van Stallupönen rond 1900

In 1860 werd de spoorlijn van Koningsbergen naar Eydtkuhnen door Stallupönen aangelegd, die in 1892 werd doorgetrokken naar Tilsit.
Bij de door de Pruisen geleide Duitse eenwording van 1871 werd Stallupönen onderdeel van het Duitse Keizerrijk. In 1880 woonden er 3.997 mensen en in 1910 5.646 mensen.
Tijdens de Eerste Wereldoorlog vond er van 17 tot 23 augustus 1914 de Slag om Stallupönen plaats tegen de Russen, hetgeen de eerste overwinning van de Duitsers op de Russen vormde in deze oorlog. In hetzelfde jaar en het jaar erop werd Stallupönen echter bezet door Russische troepen, waarbij de stad zwaar werd verwoest. Na het einde van de Eerste Wereldoorlog probeerde Litouwen tevergeefs aanspraak op de stad te maken door zich te beroepen op de Litouwse minderheid in de stad en te verwijzen naar de "on-Duitse" naam van de stad. Toen de nationaalsocialisten de macht grepen in Duitsland werd de naam in 1938 hernoemd naar het meer Duits-nationalistisch klinkende Ebenrode. In 1939 had de stad 6.644 inwoners en had een stadhuis, districtskantoor, rechtsgebouwen, financiële kantoren, een douanekantoor en een ziekenhuis. De stedelijke economie bestond onder andere uit drie steenfabrieken, een leerlooier, een molen, een elektriciteitscentrale), en het onderwijssysteem uit een basisschool, middelbare school, hogere meisjesschool, agrarische school en een kweekschool. Eydtkuhnen, dat toen onder jurisdictie van de stad stond, telde toen 4.922 inwoners.

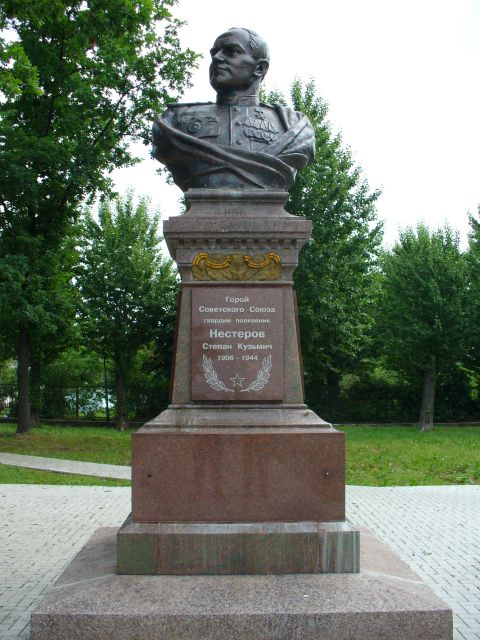
Stepan Nesterov

### Russische periode
Na de mislukking van Operatie Barbarossa en de daaropvolgende terugtocht van Duitse troepen uit de Sovjet-Unie werd Ebenrode op 13 januari 1945 veroverd door het Rode Leger en op 7 april 1946 tot onderdeel van de nieuwe oblast Kaliningrad van de RSFSR gemaakt. De Duitse bevolking werd, waar deze nog niet massaal was geëvacueerd, gedeporteerd naar het westen. In november 1946 had Ebenrode daardoor nog maar ongeveer 100 inwoners. Hun huizen werden overgenomen door vooral Russische migranten uit de Sovjet-Unie. Op 7 september 1946, toen in opdracht van Stalin alle niet-Russische namen werden veranderd, werd de plaats hernoemd tot Nesterov, naar de Russische Tweede Wereldoorlogskolonel en Held van de Sovjet-Unie Stepan Nesterov, die was gesneuveld in Oost-Pruisen tijdens de strijd om de stad.
Op 5 november 2004 kreeg Nesterov de status van stedelijk district.

### Huidige situatie
Nesterov heeft zijn positie als districtstad behouden, ditmaal van het Russische district Nesterovski. Ook vormt de plaats een van de culturele centra van de Litouwse minderheid in Rusland.
Het stedelijk district Nesterovski omvat 1.061 km², waarvan 7,82 km² voor de stad, 669 km² landbouwgrond, 281 km² bosgebied en 25 km² water. Behalve de stad bevinden zich nog 54 bewoonde plaatsen in het district.

## Economie
In het stadje bevinden zich een zuivelfabriek, turfproductiebedrijf en een gemechaniseerd bosbouwbedrijf (mechleschoz). In het district Nesterovski worden tarwe, gerst, haver, aardappelen en voederbieten verbouwd en bevinden zich veeteeltbedrijven en varkensveehouderijen.

## Demografie
| 1782  | 1880  | 1910  | 1939  | 1946  | 1959    | 1970    | 1979    | 1989  | 2002  |
| ----- | ----- | ----- | ----- | ----- | ------- | ------- | ------- | ----- | ----- |
| 2.357 | 3.997 | 5.646 | 6.644 | ± 100 | ± 3.200 | ± 4.000 | ± 4.700 | 4.826 | 5.049 |

## Geboren in de stad
- Klaus Theweleit (*1942), Duitse literatuurwetenschapper, cultuurtheoreticus en filosoof
- Leopold von Orlich (1804-1860), schrijver en officier
- Felix Steiner (1896-1966), generaal van de Waffen-SS